# Ruja (przystanek kolejowy)
Ruja – nieistniejący przystanek osobowy w Rui, w województwie dolnośląskim, w Polsce.